# Zindiq
Zindīq (in arabo زنديق‎?, dal in persiano زنديک‎, zendiq) significa letteralmente "libero pensatore", ma ha presto acquistato in contesto islamico il senso traslato di "ateo" o "eretico" rispetto al pensiero considerato ortodosso dell'Islam. "Colpevoli" di zandaqa sono quindi quanti sono considerati dai pensatori musulmani sostenitori di vecchie pratiche religiose, in contrasto con i dogmi islamici. 
A partire dalle epoche più antiche della storia islamica, i musulmani cominciarono a riferire questo termine ai manichei, agli apostati, ai pagani e agli eretici strictu senso, che s'erano coscientemente allontanati da quella che, al momento, era considerata la "retta via" dell'ortodossia sunnita, e a tutti gli avversari aperti e attivi dell'Islam, per i quali la giurisprudenza decretò la pena di morte. Verso la fine dell'VIII secolo, i Califfi abbasidi cominciarono a dare la caccia e a sterminare in larga misura ogni sostenitore del "libero pensiero", anche solo per il sospetto che fosse zindiq.
(The new encyclopedia of Islam by Cyril Glassé, Huston Smith, p. 491.)
 La repressione di al-Mahdi proseguì coi suoi successori, al-Hadi e Hārūn al-Rashīd, sebbene vi fosse un'intensità alquanto diminuita durante il califfato di quest'ultimo. A partire dal successore di Rashīd, al-Maʾmūn, la persecuzione religiosa nell'Islam prese una diversa direzione, con l'istituzione della miḥna.
In età moderna si tende occasionalmente ad abusare del termine "zindīq" per indicare membri di religioni, sette o culti che siano stati originati dal grande alveo islamico, ma che abbiano espresso idee diverse dal contesto sunnita o sciita. Per alcuni militanti radicali musulmani, il termine è stato varie volte usato, in modo del tutto improprio, per qualificare in tal modo gli sciiti, specialmente in Libano, Iraq e Siria.

## Etimologia
Il termine zendiq deriva dalla parola del Medio Persiano 𐭦𐭭𐭣𐭩𐭪 zandik  zandik o zendik (in persiano زنديك‎), composta dalla parola zand e dalla desinenza īk (suffisso d'attribuzione della lingua pahlavi), riferita a chi faceva ricorso allo strumento dell'interpretazione per la comprensione della propria fede zoroastriana. Secondo il celebre dizionario della lingua persiana, il Dehkhoda, zand deriva dal termine avestico zanda, che si trova in due ricorrenze nell'Avestā, la cui radice linguistica è tuttavia sconosciuta finora, per quanto sia ipotizzabile il significato di "peccatori", quali i banditi, i ladri, i maghi, i rinnegati e i mentitori. Un'altra ipotesi etimologica abbastanza diffusa è appunto quella che allude al "libero pensiero" interpretativo dei passi coranici spesso oscuri (si tratterebbe del significato del titolo dello Zand, che si riferisce alla tarda esegesi dell'Avestā).     

## Personaggi definiti comezindīq
- Abu Nuwas
- Muḥammad ibn Zakariyā al-Rāzī[14] [15]
- Lisān al-Dīn Ibn al-Khaṭīb[16]
- Ibn al-Muqaffa'[15]
- Abu Shakir[15]
- Abu Tammar Muttabib[15]
- Muhammad al-Warraq[15]
- Ibn al-Rawandi[15]
- Al-Ma'arri
- Yazdan ibn Badhan (in persiano یزدان پور باذان‎)
- Bashshar ibn Burd
- Yazdanbakht[6]
- Abd al-Karim ibn Abi l-Wuja'[15]
- Khalid al-Qasri